# The Attitude Song
The Attitude Song ist ein Rocksong des US-amerikanischen Rockmusikers Steve Vai aus Vais Debüt-Album Flex-Able im Jahr 1984. Weitere Versionen des Songs sind auf der G3 DVD, auf dem Album und der DVD Live in London sowie als orchestrierte Version auf dem Album und der DVD Sound Theories Vol. I & II enthalten.
Am 4. März 2010 wählte der Videospiel-Entwickler Harmonix Music Systems: The Attitude Song, Get The Hell Out Of Here und For the Love of God für das Videospiel Rock Band aus.
The Attitude Song war das erste Soundsheet des Guitar Player Magazines, welches im Oktober 1984 veröffentlicht wurde.